# Eemszijlvest
Het waterschap Eemszijlvest is op 1 januari 1986 ontstaan uit een fusie van de waterschappen Fivelingo, Duurswold en Oldambt. Het waterschap lag geheel in de provincie Groningen.
Eemszijlvest bezat drie afwateringsgebieden (de drie voormalige waterschappen), die alle drie op de Eems uitmonden (vandaar de naam). Een zijlvest is de lokale naam voor waterschap.
Het waterschapshuis bevond zich tot ca. 1991 in Siddeburen, maar is wegens ruimtegebrek verhuisd naar de voormalige Willem Lodewijk van Nassau Kazerne in Appingedam.
In 2000 is het gedeelte ten noordwesten van het Eemskanaal samengevoegd met het waterschap Noorderzijlvest en het gedeelte ten zuiden hiervan met Hunze en Aa's.
Het wapen van Eemszijlvest werd vastgesteld bij Koninklijk Besluit van 31 oktober 1986.